# Umewaka Minoru I.

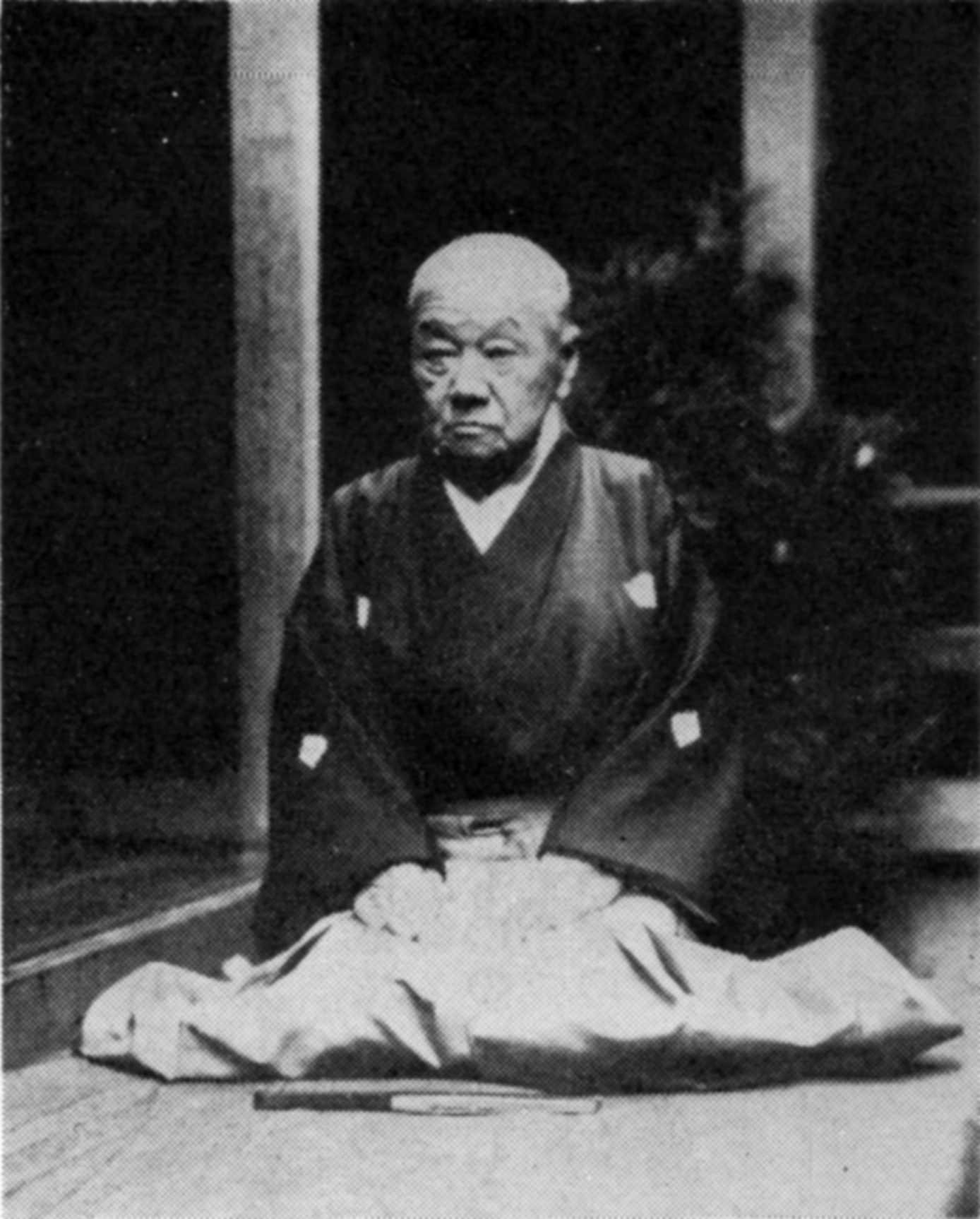
Umewaka Minoru

Umewaka Minoru I. (jap. (初世)梅若 実; * 7. Juli 1828; † 19. Januar 1909), auch Umewaka Rokurō LII. (五十二世梅若六郎), war ein japanischer Schauspieler und gilt neben Hōshō Kurō und Sakurama Banma als einer der drei großen Nō-Meister der Meiji-Ära.
Er gehörte zur Kanze-Schule und war ein Meister in der Rolle shite-gata. Sein ältester Sohn war der Nō-Schauspieler Umewaka Manzaburō I.

## Leben
Minoru entstammte der Familie Kujirai, die im zum früher Kan’ei-ji gehörigen Tempel Rinnō-ji in Ueno, Edo diente und wurde in die angesehene Nō-Schauspieler-Familie von Umewaka Rokurō LI. adoptiert. Er leitete ab 1865, in der Untergangszeit des Shōgunats, ein kleines Theater in Tokio, wo er auch nach der Meiji-Restauration das Nō-Schauspiel pflegte. Nach einem exzellenten Auftritt in Okina, einer Kombination von Shinto-Ritual und Tanz im Nō-Schauspiel, gewann er ab 1871 zunehmend Unterstützung und konnte seine Spielstätte in ein größeres Theater verlegen.
1876 beteiligte er sich an einem Auftritt Hōshō Kurō vor dem Tennō Meiji und dem Politiker Iwakura Tomomi, und in der Folgezeit arbeitete er eng mit Hōshō zusammen. Mehrere weitere Auftritte vor dem Tennō festigten seinen Ruf als bedeutender Schauspieler. Er führte den amerikanischen Philosophen Ernest Francisco Fenollosa in das Nō-Schauspiel ein und machte auf diesem Wege diese Kunst auch außerhalb Japans bekannt. Seinen letzten Auftritt hatte er 1905 in dem Stück Shakkyō.